# John Austrheim
John Austrheim (* 10. Oktober 1912 in Sandane, Gloppen, Sogn og Fjordane; † 13. April 1995) war ein norwegischer Wirtschaftsmanager und Politiker der Senterpartiet (Sp), der unter anderem langjähriger Abgeordneter des Storting sowie von 1967 bis 1973 Vorsitzender der Sp war.

## Leben

### Berufliche Tätigkeiten und Kommunalpolitiker
Austrheim, Sohn eines Landwirts, war nach dem Abschluss der Jugendschule in Nordfjord ebenfalls als Landwirt tätig.
Seine politische Laufbahn begann er in der Kommunalpolitik als Mitglied des Gemeinderates seiner Geburtsstadt Gloppen von 1945 bis 1951. Zugleich war er von 1947 bis 1954 Mitglied des Schulrates von Gloppen sowie von 1954 bis 1956 dessen Vorsitzender, ehe er von 1955 bis 1962 Bürgermeister von Gloppen war. Daneben war er zwischen 1960 und 1981 Vorstandsvorsitzender der Volkshochschule von Nordfjord. Über mehrere Jahre engagierte er sich auch in der Inneren Mission und war sowohl von 1949 bis 1951 und 1955 bis 1957 Vorsitzender der Inneren Mission von Nordfjord als auch zwischen 1956 und 1965 Mitglied des Hauptvorstandes der Inneren Missionsgesellschaft der Lutherischen Kirche Norwegens.
Mitte der 1950er Jahre übernahm er einige Ämter beim Lebensmittelunternehmen Gartnerhallen: Dort war er von 1955 bis 1970 Vorstandsvorsitzender der Filiale in Bergen sowie zwischen 1955 und 1969 Mitglied des Hauptvorstandes und von 1960 bis 1969 Mitglied des Arbeitsausschusses des Unternehmens.

### Storting-Abgeordneter, Parteivorsitzender und Minister
Nachdem er von 1958 bis 1961 für die Bauernpartei (Bondepartiet), der Vorgängerin der Senterpartiet, stellvertretendes Mitglied im Storting war, wurde er 1961 erstmals als Kandidat der Sp zum Abgeordneten in das Storting gewählt und vertrat dort bis 1977 den Wahlkreis Sogn og Fjordane.
1966 wurde er Vizevorsitzender des Hauptvorstandes von Den Norske Stats Husbank, einer staatlichen Wohnungsbauförderungsgesellschaft, und behielt dieses Amt bis 1982. Darüber hinaus war er zwischen 1967 und 1977 Mitglied des Staatlichen Rates für den Naturschutz (Statens naturvernråd), der sich um die Förderung und Erhaltung der Nationalparks in Norwegen kümmert.
Als Nachfolger des amtierenden Ministerpräsidenten Per Borten wurde Austrheim 1967 Vorsitzender der Senterpartiet und bekleidete dieses Amt sechs Jahre bis zu seiner Ablösung durch Dagfinn Vårvik im Jahr 1973.
Während seiner Mitgliedschaft im Parlament war er zwischen November und Dezember 1970 kurzzeitig Vizepräsident des Odelsting, der damaligen ersten Kammer des Storting.
Im Laufe seiner langjährigen Parlamentszugehörigkeit war er unter anderem Mitglied der Storting-Ausschüsse für Soziales (Sosialkomité), für Kommunales (Kommunalkomité), für Wahlen (Valgkomité), für Auswärtige und Verfassungsangelegenheiten (Utenriks- og konstitusjonskomité) sowie für Industrie (Industrikomité). Ferner war er zeitweise Mitglied der Delegation beim Nordischen Rat und bei der Generalversammlung der Vereinten Nationen.
Am 1. Oktober 1969 wurde Austrheim als Nachfolger von Lars Leiro zugleich Vorsitzender der Fraktion der Senterpartiet im Storting und behielt dieses Amt bis zu seiner Ablösung durch den bisherigen Ministerpräsidenten Borten am 17. März 1971.
Ministerpräsident Lars Korvald berief ihn am 18. Oktober 1972 als Nachfolger von Reiulf Steen zum Verkehrsminister in seiner Regierung. Austrheim gehörte dieser von Senterpartiet, Kristelig Folkeparti und Venstre gebildeten Minderheitsregierung bis zum Ende von Korvalds Amtszeit am 16. Oktober 1973 an.